# La Balme-de-Sillingy
La Balme-de-Sillingy ist eine französische Gemeinde im Département Haute-Savoie in der Region Auvergne-Rhône-Alpes.

## Geographie
La Balme-de-Sillingy liegt auf 482 m, etwa zehn Kilometer nordwestlich der Stadt Annecy (Luftlinie). Das Dorf erstreckt sich in einer breiten Talniederung, die durch den Bach Petites Usses entwässert wird, am Westfuß der Montagne de Mandallaz unterhalb der Felsformationen der Tête, im Genevois.
Die Fläche des 16,51 km² großen Gemeindegebiets umfasst einen Abschnitt des Genevois. Der zentrale Teil des Gebietes wird von der breiten, ehemals moorigen Talebene eingenommen, in der auch der See von La Balme liegt. Der nördliche Teil dieser Ebene wird durch die Petites Usses nach Norden zu den Usses entwässert, während der südliche Teil bereits zum Einzugsbereich des Fier gehört. Westlich dieser Senke reicht das Gemeindeareal über einen sanft ansteigenden Hang mit mehreren Geländeterrassen bis in das Hügelland, das sich zwischen den Tälern von Fier und Usses ausbreitet. Nach Osten erstreckt sich der Gemeindeboden auf den bewaldeten Höhenrücken der Montagne de Mandallaz, auf dem mit 927 m die höchste Erhebung von La Balme-de-Sillingy erreicht wird. Den südwestlichen Abschluss dieses Höhenrückens bildet die Tête (900 m), die mit einem von Felsbändern durchzogenen Steilhang zur Senke von Sillingy abfällt.
Zu La Balme-de-Sillingy gehören neben dem eigentlichen Ortskern auch verschiedene Weilersiedlungen und Gehöfte, darunter: 
- La Bonasse (570 m) auf einem Plateau westlich des Tals der Petites Usses
- Avully (561 m) auf einem Plateau westlich der Talsenke von La Balme
- La Bâthie (540 m) auf einem Geländevorsprung über dem Tal der Petites Usses
- Dalmaz (525 m) auf dem Plateau östlich der Talsenke am Fuß der Montagne de Mandallaz
- Lomprau (525 m) auf dem Plateau östlich des Tals der Petites Usses
- Montdragon (510 m) auf einem Vorsprung über dem Tal der Petites Usses
- Vincy (546 m) auf dem Plateau am Westfuß der Montagne de Mandallaz

Nachbargemeinden von La Balme-de-Sillingy sind Mésigny und Choisy im Norden, Cuvat, Pringy und Epagny Metz-Tessy im Osten sowie Sillingy im Süden.

## Geschichte
Das Gemeindegebiet von La Balme-de-Sillingy war bereits in vorgeschichtlicher Zeit und während der Römerzeit besiedelt. Der Ortsname wird auf das spätlateinische Wort balma (Höhle, Grotte, Abri) zurückgeführt. 
Im 13. und Anfang des 14. Jahrhunderts bauten die Grafen von Genf zunächst ein Schloss in La Balme am Fuß der Montagne de Mandallaz. Wahrscheinlich konnte dieses Schloss nicht genügend strategisch gesichert werden, so dass die Grafen von Genf bereits um 1316 ein neues Schloss auf dem Geländevorsprung von La Bâthie bauen ließen. Dieses Schloss war auf drei Seiten durch das Talsystem der Petites Usses natürlich und auf der vierten Seite durch einen künstlichen Graben geschützt. Der Weiler La Bâthie erhielt im 14. Jahrhundert gewisse Freiheitsrechte, und das Schloss war lange Zeit Sitz einer Kastlanei der Grafen von Genf. In den Jahren 1536, als die Franzosen nach Savoyen einmarschierten, und 1591 im Kampf der Savoyer gegen die Berner wurde das Schloss schwer in Mitleidenschaft gezogen.

## Sehenswürdigkeiten
Die Dorfkirche im Stil der Neugotik stammt aus dem 19. Jahrhundert. Von den einstigen Schlössern der Grafen von Genf in La Balme und La Bâthie sind nur noch spärliche Reste zu erkennen (Mauerfundamente). In Dalmaz steht ein Schloss, das im 14. Jahrhundert erbaut wurde. Nach einem Brand im Jahr 1985 wurde es restauriert.

## Bevölkerung
| Jahr                       | 1962 | 1968 | 1975 | 1982 | 1990 | 1999 | 2006 |
| Einwohner                  | 573  | 589  | 1007 | 1940 | 3075 | 3729 | 4315 |
| Quellen: Cassini und INSEE |      |      |      |      |      |      |      |

Mit 5215 Einwohnern (Stand 1. Januar 2022) gehört La Balme-de-Sillingy zu den mittelgroßen Gemeinden des Département Haute-Savoie. Im Verlauf des 19. und 20. Jahrhunderts nahm die Einwohnerzahl zunächst aufgrund starker Abwanderung kontinuierlich ab (1861 wurden in La Balme-de-Sillingy noch 761 Einwohner gezählt). Seit Beginn der 1970er Jahre wurde jedoch dank der attraktiven Wohnlage und der Nähe zu Annecy wieder eine markante Bevölkerungszunahme verzeichnet. In den letzten vier Jahrzehnten hat sich die Bevölkerungszahl versiebenfacht. Außerhalb des alten Ortskerns entstanden verschiedene Einfamilienhausquartiere.

## Wirtschaft und Infrastruktur
La Balme-de-Sillingy war bis weit ins 20. Jahrhundert hinein ein vorwiegend durch die Landwirtschaft geprägtes Dorf. Heute gibt es verschiedene Betriebe des Klein- und Mittelgewerbes. In der Nähe der Hauptstraße haben sich in den letzten Jahren größere Gewerbezonen entwickelt. Viele Erwerbstätige sind auch Wegpendler, die im Raum Annecy ihrer Arbeit nachgehen.
Die Ortschaft ist verkehrsmäßig recht gut erschlossen. Sie liegt an der Hauptstraße N508, die von Annecy nach Bellegarde-sur-Valserine führt. Weitere regionale Straßenverbindungen bestehen mit Sillingy, Choisy und Thusy. Der nächste Anschluss an die Autobahn A41 befindet sich in einer Entfernung von rund 9 km.

## Persönlichkeiten
- Léon-Albert Terrier (1893–1957), römisch-katholischer Geistlicher und Bischof.